# Görgényi István (vízilabdázó)
Görgényi István (Budapest, 1946. november 2. –) olimpiai ezüstérmes, világbajnok magyar vízilabdázó, edző.

## Sportolói pályafutása
1957-től a Budapesti Honvéd, 1970-től a Vasas SC, majd 1977-től a Tatabányai Bányász vízilabdázója volt. 1966 és 1975 között kilencvenhat alkalommal szerepelt a magyar válogatottban. Tagja volt az 1972-ben, Münchenben olimpiai ezüstérmet, az 1973-ban, Belgrádban világbajnoki címet és az 1974-ben, Bécsben Európa-bajnoki címet nyert magyar csapatnak. A válogatottban 1975-ig játszott, az aktív sportolástól 1982-ben vonult vissza.

### Sporteredményei
- olimpiai 2. helyezett (1972)
- világbajnok (1973)
- világbajnoki 2. helyezett (1975)
- Európa-bajnok (1974)
- Európa-bajnoki 2. helyezett (1970)
- kétszeres magyar bajnok (1975, 1976)

## Edzői pályafutása
1976-ban az Eötvös Loránd Tudományegyetemen jogi doktori, 1978-ban a Testnevelési Főiskola Továbbképző Intézetében vízilabda-szakedzői oklevelet szerzett. Visszavonulása után az Újpesti Dózsa, majd 1990 és 1994 között a francia Nice vízilabdacsapatának edzője volt. Később Ausztráliában telepedett le és az ausztrál női vízilabda-válogatott szövetségi kapitánya lett. Irányítása alatt a 2000. évi nyári olimpián Ausztrália női vízilabda-válogatottja olimpiai bajnoki címet nyert.

## Interjúk
- Vadászterület és vízilabda, vlv.hu 2015.
- Ez volt Benedek Tibor titka: ilyen, ha a szándék nem esik áldozatul a politikai küzdelemnek, Pénzcentrum (2020.11.14.)